# Remodeling
Als Remodeling oder Remodellierung können zelluläre Umbauprozesse bezeichnet werden, die im Zusammenhang mit physiologischen Entwicklungsprozessen auftreten. Oft sind sie die Folge von Erkrankungen oder Verletzungen. Strukturverändernde Zellen wie Fibroblasten werden aktiviert, wandern in geschädigte Gewebeareale ein und verändern diese, oft im Sinne eines Funktionsverlustes, insbesondere einer Verhärtung. Im Zusammen mit dem Remodeling ist auch eine Regeneration der ursprünglichen Funktion möglich, so kann körperliches Training die Funktion wieder verbessern. Remodeling kann sich auch auf Knochenumbau oder die Angiogenese beziehen.